# Julian Rachlin
Julian Rachlin (født 8. december 1974) er litausk-født violinist. 
Hans familie flyttede til Østrig i 1978. Han blev optaget på musikkonservatoriet i Wien i 1983 og gav sin første offentlige koncert 1984, da kendt som vidunderbarn. I 1988 blev han kåret til Eurovision Young Musician of the Year, hvilket blev starten på hans internationale karriere.
Han har samarbejdet med nogle af de største dirigenter i Europa og USA, bl.a. Vladimir Ashkenazy, Bernard Haitink, James Levine, Zubin Mehta, og André Previn. 